# Eybouleuf
 Eybouleuf  (en occitano Esboleu) es una población y comuna francesa, situada en la región de Lemosín, departamento de Alto Vienne, en el distrito de Limoges y cantón de Saint-Léonard-de-Noblat.

## Demografía
| 288 | 283 | 267 | 249 | 309 | 280 | 379 |
| Para los censos de 1962 a 1999 la población legal corresponde a la población sin duplicidades (Fuente: INSEE [Consultar]) |     |     |     |     |     |     |